# قوائم الرموز الوطنية

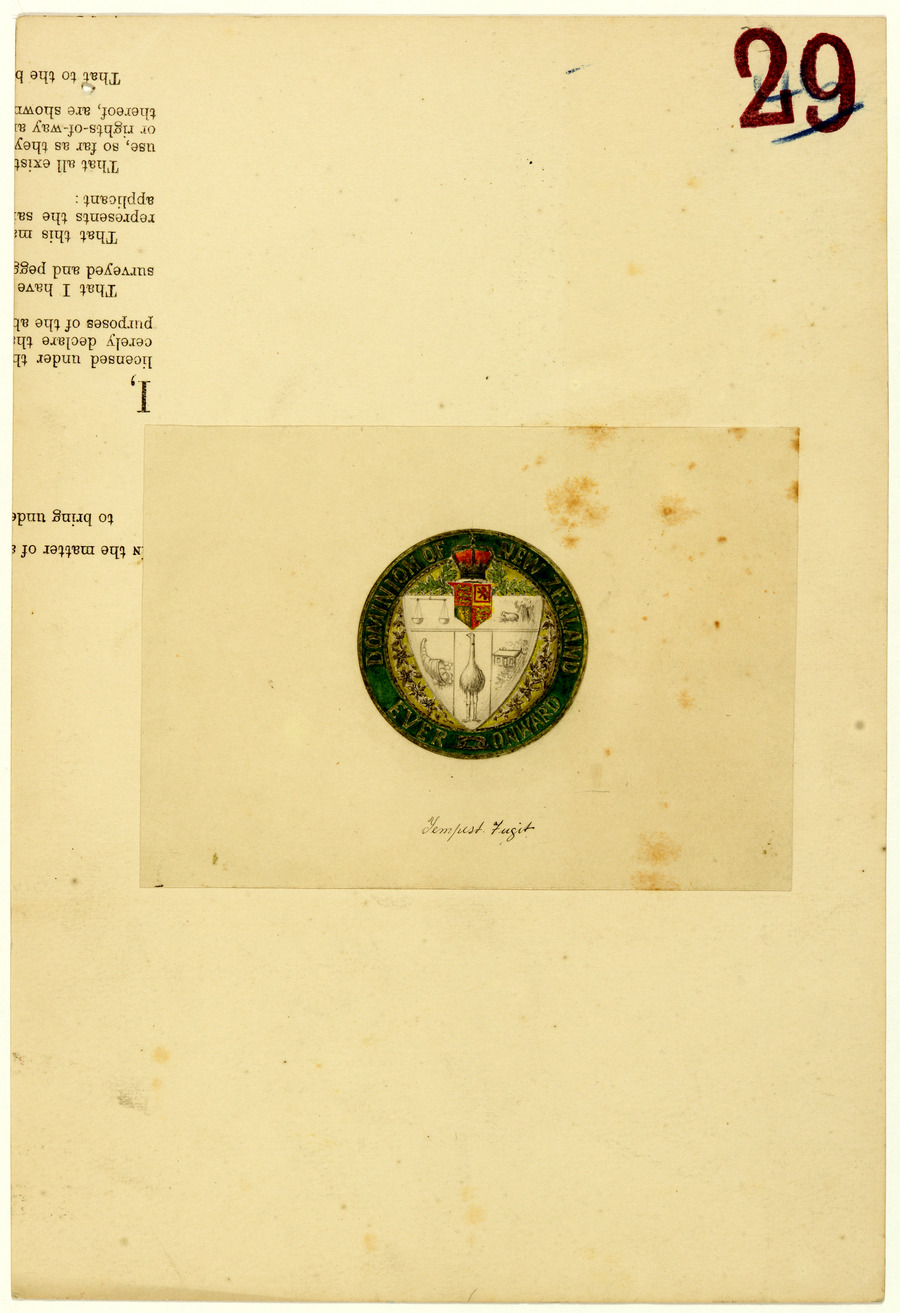
تقديم شعار النبالة لنيوزيلندا - (1908).

فيما يلي قوائم تتعلق بالرموز الوطنية:
- معرض أعلام الدول
- معرض شعارات الدول
- قائمة الأناشيد الوطنية
- قائمة الحيوانات الوطنية
  - قائمة الطيور الوطنية
- زهرة وطنية
- قائمة المؤسسين الوطنيين
- قائمة الفاكهة الوطنية
- قائمة الآلات الموسيقية الوطنية
- قائمة الشعراء الوطنيين
- قائمة الأشجار الوطنية